# 史家乡站
史家乡站是一个成渝线上的铁路车站，位于四川省内江市市中区史家镇，建于1952年，目前为四等站，邮政编码641005。目前客运：办理旅客乘降；不办理行李、包裹托运；货运：办理整车货物发到；零担仅办理直达整零货物发到；危险货物仅办理农药、化肥发到。

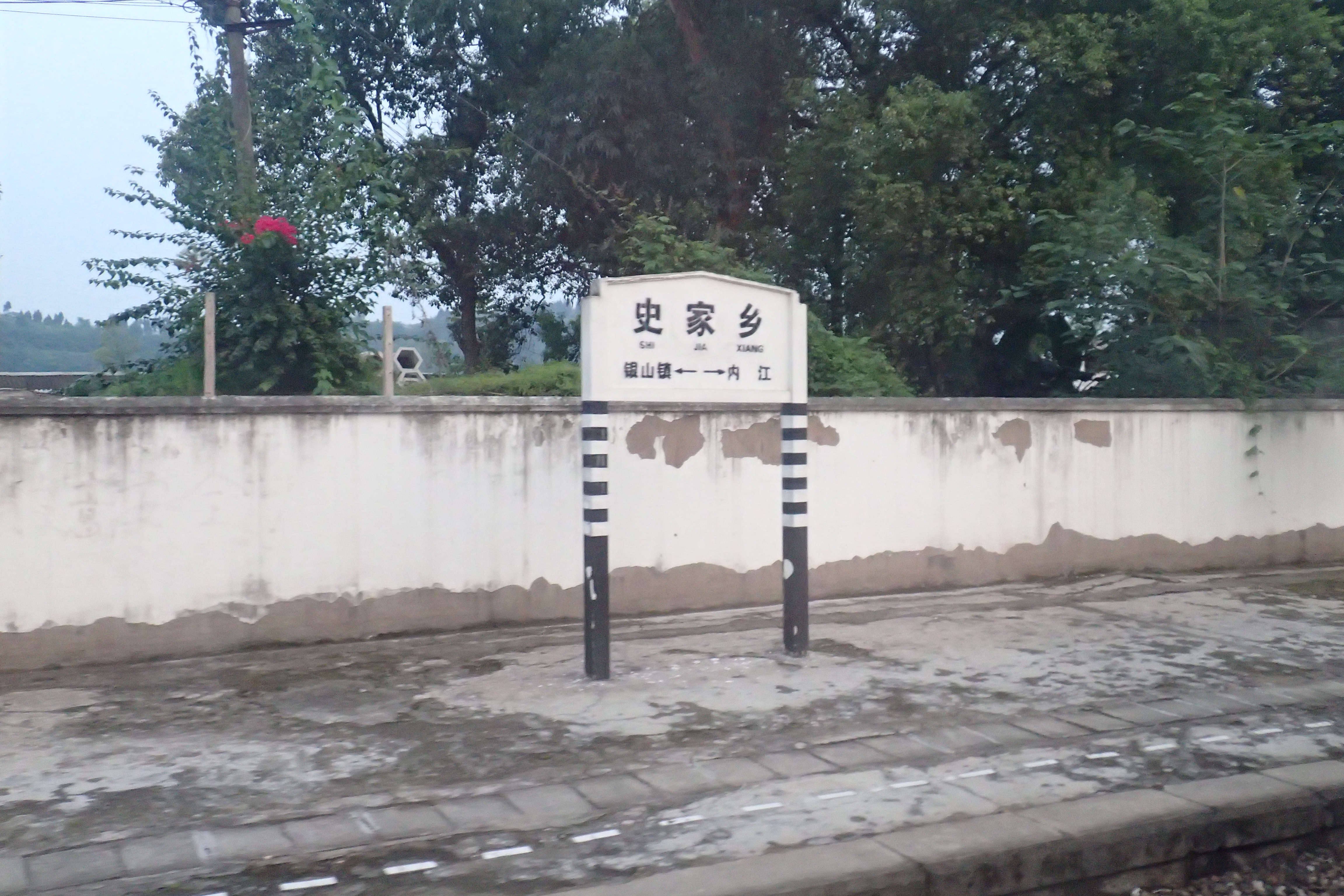
2017年，列车上抓拍的史家乡站站牌